# 엑토르 야살데
엑토르 카시미로 야살데(스페인어: Héctor Casimiro Yazalde, 1946년 5월 29일 아베야네다 ~ 1997년 6월 18일 부에노스아이레스)는 아르헨티나의 전직 축구 선수로, 포지션은 스트라이커였다.
아르헨티나의 수도 부에노스아이레스를 연고로 하는 아마추어 클럽인 피라냐(Piraña) 소속으로 데뷔했다. 1967년 인데펜디엔테로 이적했고 팀의 아르헨티나 프리메라 디비시온 2회 우승(1968년, 1970년)에 공헌했다. 1971년 포르투갈의 스포르팅 CP로 이적했으며 팀의 타사 드 포르투갈 1회 우승(1973년)과 프리메이라리가 1회 우승(1974년)에 공헌했다. 1974년과 1975년 2년 연속으로 프리메이라리가 득점왕에 올랐고 1974년 유러피언 골든슈를 수상했다.
1974년 FIFA 월드컵에서 아르헨티나 대표로 출전했으며 1975년 포르투갈 무대를 떠난 이후부터는 올랭피크 드 마르세유와 뉴얼스 올드 보이스, CA 우라칸 소속으로 뛰었다. 1981년 현역 은퇴했으며 1997년 6월 출혈을 동반한 심부전으로 인해 향년 51세를 일기로 사망했다.

## 수상

### 클럽
인데펜디엔테
- 아르헨티나 프리메라 디비시온 2회 우승 (1967–68, 1969–70)

스포르팅 CP
- 프리메이라리가 1회 우승 (1973–74)
- 타사 드 포르투갈 1회 우승 (1972–73)

올랭피크 드 마르세유
- 쿠프 드 프랑스 1회 우승 (1975–76)

### 개인
- 1970년 아르헨티나 올해의 축구 선수 선정
- 프리메이라리가 득점왕 2회 수상 (1973–74, 1974–75)
- 1974년 유러피언 골든슈 수상